# San Godenzo
San Godenzo es una localidad italiana de la ciudad metropolitana de Florencia, región de Toscana, con 1.286 habitantes.

Ubicación de la ciudad de San Godenzo dentro de la provincia de Florencia.

## Evolución demográfica
| Gráfica de evolución demográfica de San Godenzo entre 1861 y 2001 |
|                                                                   |
| Fuente ISTAT - Elaboración gráfica por parte de Wikipedia         |